# Cantó de Le Moule-2
El cantó de Le Moule-2 era una divisió administrativa francesa situat al departament de Guadalupe a la regió de Guadalupe.

## Composició
El cantó comprenia part de la comuna de Le Moule.

## Administració
| Període                                  | Identitat        | Partit | Qualitat |
| ---------------------------------------- | ---------------- | ------ | -------- |
| 2004-                                    | Christian Couchy | FGPS   |          |
| Les dades anteriors no són pas conegudes |                  |        |          |

## Reorganització cantonal
En la reorganització cantonal que va entrar en vigor el 2015 el cantó de Le Moule-2 va ser suprimit.